# Ассатиг
Ассатиг (англ. Assateague Island) — барьерный остров у побережья Атлантического океана на юго-востоке Мэриленда и востоке Виргинии США.
Расположен у восточного побережья полуострова Делмарва, обращенного к Атлантическому океану. Северные две трети острова находятся в Мэриленде, а южная треть — в Виргинии.

## Описание
Расположенный непосредственно к югу от города Ошен-Сити, штат Мэриленд, остров имеет длину 37 миль (60 км) и отделён от материка заливами Чинкотиг (на юге) и Синепаксент (на севере). Остров и несколько близлежащих островков полностью находятся в пределах национального парка Национальное побережье острова Ассатиг (основано в 1965 году). В пределах границ национального побережья находятся Национальный заповедник дикой природы Чинкотиг (1943 год) на южном конце (Виргиния) и Государственный парк Ассатиг (1956 год) около северного конца (Мэриленд).
Остров наиболее известен своими стадами диких лошадей, нетронутыми пляжами и маяком Ассатиг. На острове также есть многочисленные болота, заливы и бухты, включая бухту Томс. Доступ по мосту для автомобилей возможен как из Мэриленда, так и из Виргинии, хотя ни одна дорога не проходит по всей длине острова с севера на юг.